# 亀里町
亀里町（かめさとまち）は、群馬県前橋市の地名。郵便番号は379-2147。2013年現在の面積は2.31km2。

## 地理
前橋市の南部、利根川の左岸東方、端気川右岸に位置している。

## 歴史
1874年に阿内宿村、阿内村、矢島村、竜門村、寺家村が合併しできた地名である。

### 年表
- 1874年 阿内宿村、阿内村、矢島村、竜門村、寺家村が合併して亀里村が成立する。
- 1889年4月1日 町村制施行により、亀里村は鶴光路村、三公田村、横手村、新堀村、下阿内村、力丸村、徳丸村、房丸村と合併し東群馬郡下川淵村が成立する。
- 1896年4月1日 郡統合（東群馬郡と南勢多郡の統合）により勢多郡に所属する。
- 1954年4月1日 周辺1町5村（元総社村、上川淵村、芳賀村、桂萱村、群馬郡東村、総社町）とともに下川淵村は前橋市へ編入する。そのため前橋市亀里町となる。
- 1980年 一部が下川町25～37番地になる。
- 2006年 株式会社ベイシアの本店が、伊勢崎市から当町に新設されたベイシアビジネスセンターに移転する。

## 世帯数と人口
2017年（平成29年）8月31日現在の世帯数と人口は以下の通りである。
| 町丁   | 世帯数  | 人口    |
| ------ | ------- | ------- |
| 亀里町 | 571世帯 | 1,598人 |

## 小・中学校の学区
市立小・中学校に通う場合、学区は以下の通りとなる。
| 番地 | 小学校               | 中学校             |
| ---- | -------------------- | ------------------ |
| 全域 | 前橋市立下川淵小学校 | 前橋市立第七中学校 |

## 交通

### 鉄道
鉄道駅はない。

### 道路
北関東自動車道は通っているが、国道は通っておらず、県道は群馬県道11号前橋玉村線、群馬県道27号高崎駒形線、群馬県道・埼玉県道13号前橋長瀞線が通っている。

## 施設
- 群馬県立前橋南高等学校
- ベイシアビジネスセンター
- ユニクロ前橋南インター店（2023年オープン）
- イケア前橋店（2024年オープン）
- 群馬県立群馬産業技術センター
- 群馬県JAビル・農協ビル

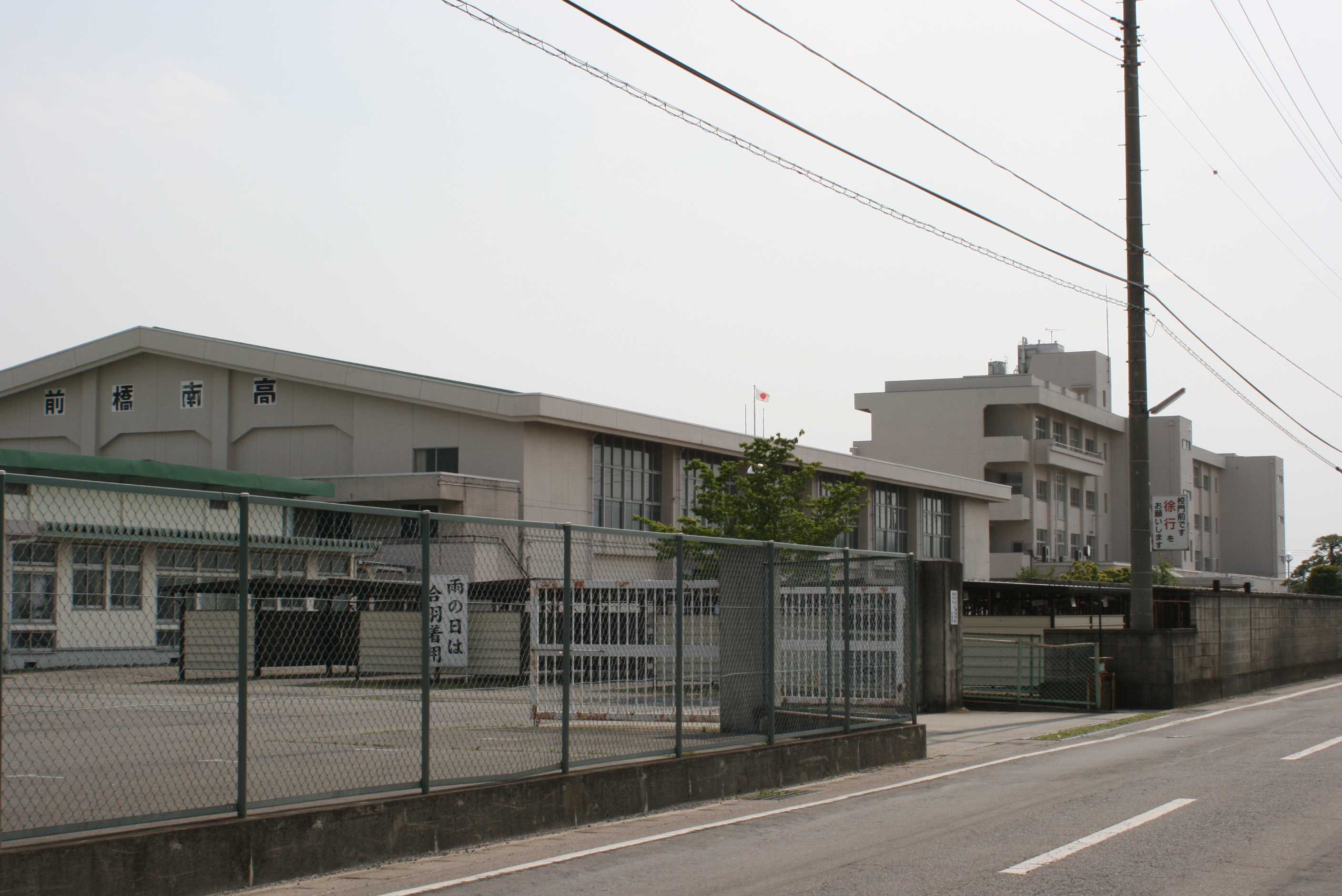
前橋南高等学校
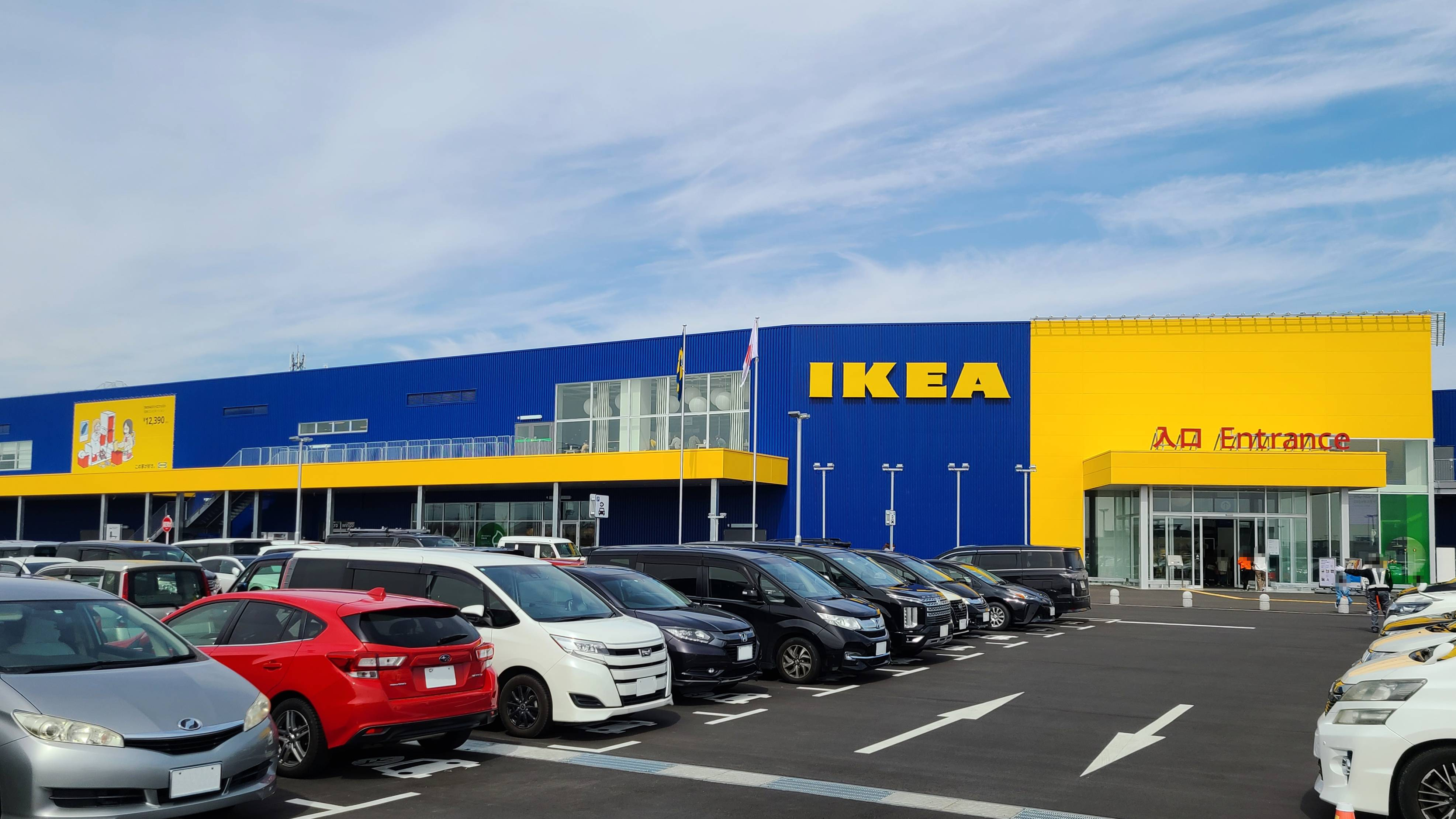
イケア前橋